# 塞尔塞迪利亚
塞尔塞迪利亚，是西班牙马德里自治区的一个市镇。总面积36平方公里，总人口5535人（2001年），人口密度154人/平方公里。